# Vrčak
Rade Vrčakovski, beter bekend als Vrčak (Macedonisch: Раде Врчаковски) (Skopje, 17 november 1980), is een zanger uit Noord-Macedonië zanger.

## Biografie
Vrčak is vooral bekend vanwege zijn deelname aan het Eurovisiesongfestival 2008, in de Servische hoofdstad Belgrado. Hij won de nationale preselectie met het nummer Let me love you, dat hij zong met Tamara Todevska en Adrian Gaxha. In Belgrado werden ze uitgeschakeld in de halve finale.
1998: Vlado Janevski · 
2000: XXL · 
2002: Karolina · 
2004: Toše Proeski · 
2005: Martin Vučić · 
2006: Elena Risteska · 
2007: Karolina · 
2008: Tamara, Vrčak & Adrian Gaxha · 
2009: Next Time · 
2010: Gjoko Taneski · 
2011: Vlatko Ilievski · 
2012: Kaliopi · 
2013: Esma & Lozano · 
2014: Tijana Dapčević · 
2015: Danijel Kajmakoski · 
2016: Kaliopi · 
2017: Jana Burčeska · 
2018: Eye Cue · 
2019: Tamara Todevska · 
2021: Vasil · 
2022: Andrea
- MusicBrainz: 4a7d3d1a-0977-4df3-879e-51147b931021
- Virtual International Authority File: 363149106298368492513